# کمیته پنج

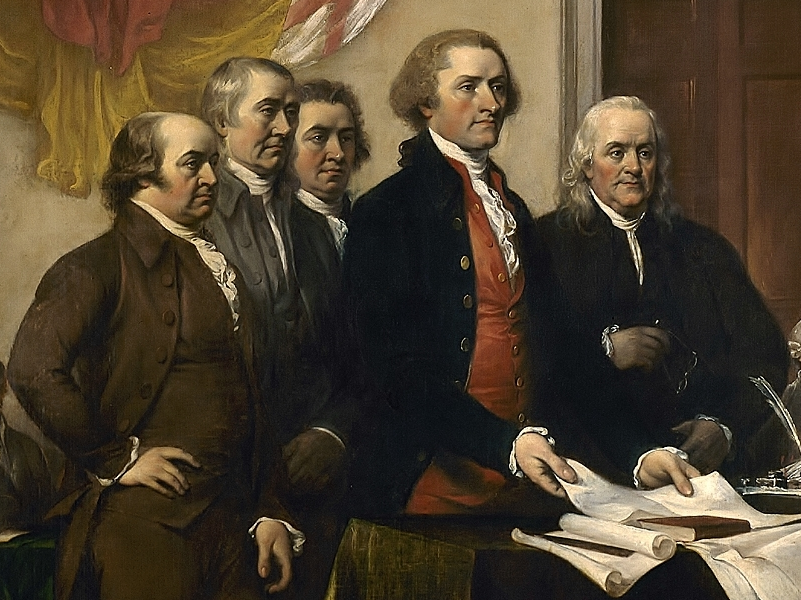
کمیته پنج در حال ارائه کار خود، ژوئن سال ۱۷۷۶، بخشی از نقاشی جان ترامبول در سال ۱۸۱۹ در مورد اعلامیه استقلال

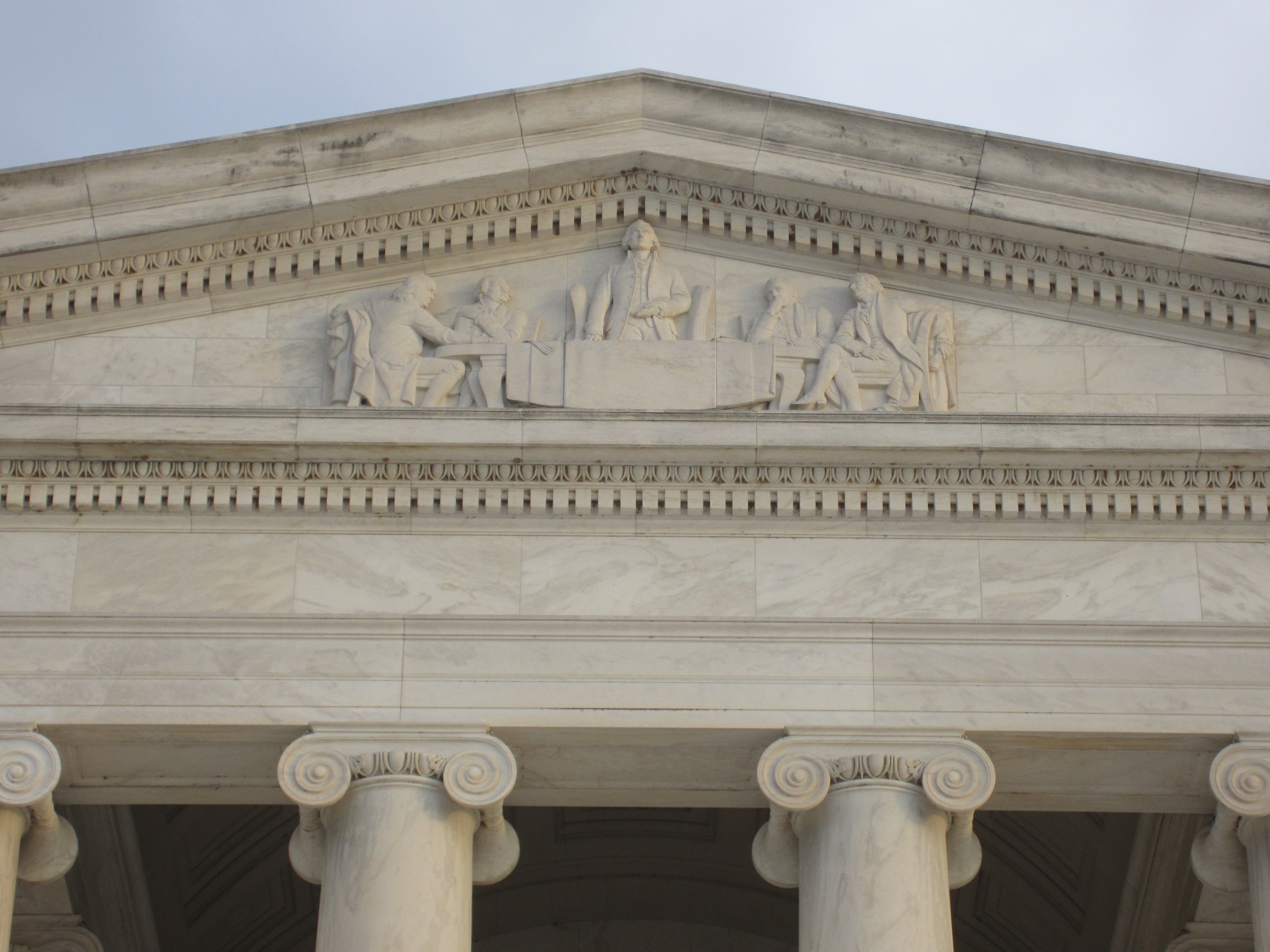
کمیته پنج در مجسمه ساخته آدولف الکساندر وینمن در نقاشی یادبود جفرسون به تصویر کشیده شده‌است

کمیته پنج یا کمیته پنج‌نفره در دومین کنگره قاره‌ای، گروهی متشکل از پنج عضو بود که پیش‌نویس اعلامیه استقلال آمریکا را در ۴ ژوئیه ۱۷۷۶ به کنگره ارائه کرد. این کمیته از ۱۱ ژوئن ۱۷۷۶ تا ۵ ژوئیه ۱۷۷۶، مشغول کار بر روی این اعلامیه بود.
این کمیته متشکل از این پنج نفر بود : توماس جفرسون ، جان آدامز ، بنجامین فرانکلین ،  راجر شرمن و رابرت آر. لوینگستون

## کمیته
اعضای این کمیته عبارت بودند از:
- جان آدامز، نماینده ماساچوست، که دومین رئیس‌جمهور ایالات متحده آمریکا شد.
- توماس جفرسون، نماینده ویرجینیا، که سومین رئیس‌جمهور ایالات متحده آمریکا شد.
- بنجامین فرانکلین، نماینده پنسیلوانیا، به عنوان یکی از مشهورترین پدران بنیانگذار ایالات متحده آمریکا و اولین وزیر ایالات متحده آمریکا در فرانسه شناخته می‌شود.
- راجر شرمن، نماینده کنتیکت، تنها شخصی که هر چهار مقاله دولت ایالات متحده یعنی انجمن قاره، اعلامیه استقلال ایالات متحده آمریکا، اصول کنفدراسیون و قانون اساسی ایالات متحده آمریکا را امضا کرد.
- رابرت لوینگستون، نماینده نیویورک، که بعداً به عنوان وزیر برای خرید لوئیزیانا از فرانسه، مذاکره کرد.